# Сабор у Сремским Карловцима 1749.
На сабору јула 1749. год. у Сремским Карловцима за митрополита буде изабран Павле Ненадовић, пошто Исаија Антоновић премину у Бечу јануара 1749. На овом саборз би 75 посланика, по томе одлука пређашњег сабора није извршена. На овом сабору забрани се посланицима да пре доласка комесара не смеју јавне скупове држати, у саборној дворани састајати се, и.т.д. И на овом сабору би два посланика из Брашове.